# Ewa Rzemieniecka
Ewa Rzemieniecka (ur. 1933, zm. 12 grudnia 2018) – polska dziennikarka i autorka tekstów piosenek.

## Życiorys
Jej stryjem był kompozytor Andrzej Panufnik. W 1954, gdy Panufnik nie wrócił do Polski i poprosił o azyl polityczny w Wielkiej Brytanii, została w ramach represji wobec jego rodziny zwolniona z redakcji. W kolejnych latach pracowała jako urzędniczka w służbie zdrowia. Pisała w tym okresie wiersze, a także teksty piosenek. Jako tekściarka współpracowała między innymi z piosenkarką Wiesławą Orlewicz, dla której napisała najwięcej tekstów. We współpracy z kompozytorką Katarzyną Gärtner i poetą Aleksandrem Wojciechowskim napisała w 1962 piosenkę pt. Chat Noire (tytuł zamieniono później na Tańczące Eurydyki) wykonywaną początkowo przez Helenę Majdaniec, a spopularyzowaną następnie przez Annę German, dla której utwór stał się jednym z jej największych przebojów. Potem była wieloletnią dziennikarką Expressu Poznańskiego, gdzie prowadziła dział łączności z czytelnikami oraz kącik porad sercowych Zwierciadło Ewy.